# Nationalpark Pérez Rancier
Nationalpark Pérez Rancier (spanisch Parque Nacional Juan Bautista Pérez Rancier) ist der jüngste der Nationalparks der Dominikanischen Republik. Er liegt im Hochland der Südostausläufer der Cordillera Central. Das Gebiet liegt bei Valle Nuevo in der Nähe von Constanza. Im über 900 km² großen Park finden sich vorwiegend Pinienwälder (Pinus occidentalis) und Strauchland.

## Geschichte
1983 fand in der Region einer der größten Waldbrände in der Geschichte des Landes statt. Seitdem besteht in dem Gebiet das Naturschutzgebiet Reserva Cientifica Valle Nuevo. In dem Gebiet kam und kommt es durch Übernutzung zu Erosion und Erdrutschen. Dennoch wurde das erweiterte Gebiet zum Nationalpark hochgestuft und trägt seitdem den Namen des honduranischen Naturschützers und Geographen Juan Bautista Pérez Rancier. Der Park hat große Bedeutung für die Wasserversorgung in der Region.